# Barend Cornelis Koekkoek

B.C. Koekkoek, Lithografie nach Charles Baugniet, 1839

Barend Cornelis Koekkoek (* 11. Oktober 1803 in Middelburg, Königreich der Niederlande; † 5. April 1862 in Kleve) war ein niederländischer Landschaftsmaler, der 1834 nach Kleve kam. 1841 gründete er dort eine Zeichenakademie. Das Wirken Koekkoeks und seiner Schüler begründete die Klever Romantik. 1848 bezog Koekkoek mit seiner Familie ein für ihn von dem Klever Architekten Anton Weinhagen ausgeführtes Malerpalais. Das heute unter Denkmalschutz stehende Gebäude in Kleve wird seit 1960 als Museum genutzt. Es dient, nachdem das Museum Kurhaus Kleve 1997 das städtische Museum wurde, als Museum für die niederländische romantische Malerei rund um B.C. Koekkoek und seinen Kreis und ist heute das B.C. Koekkoek-Haus.

## Leben

### Kindheit und Studium
Barend Cornelis Koekkoek stammte aus der holländischen Künstlerfamilie Koekkoek. Er wurde als Ältester von vier Söhnen des Marinemalers Johannes Hermanus Koekkoek und dessen Frau Anna van Koolwijk in Middelburg geboren. Seine Brüder waren Marinus Adrianus Koekkoek der Ältere, Johannes Koekkoek und Hermanus Koekkoek der Ältere, seine Schwester war Anna Koekkoek (* 1812). Schon früh begann er im Atelier seines Vaters zu zeichnen und trat 1817 der örtlichen Zeichenakademie bei. Hier besuchte er die Abendklasse von Abraham Krayestein, in der vor allem nach Modell gezeichnet wurde. Ab dem Jahr 1822 studierte er, dank eines Stipendiums der Königlichen Regierung, für drei Jahre an der am 11. Januar 1822 neu eröffneten Königlichen Akademie der Bildenden Künste in Amsterdam bei Jan Willem Pienemann und Jean Augustin Daiwaille, bei denen Koekkoek eine Ausbildung nach lebendem Modell und Gipsen erhielt. Am 15. Oktober 1823 erwarb er sein Diplom und wurde in den kommenden zwei Jahren mit mehreren Preisverleihungen in dieser Disziplin bedacht.
1826 verließ B.C. Koekkoek Amsterdam und zog, als angehender Landschaftsmaler, hinaus in die Natur. Auf seiner Wanderschaft begegnete er seinem ersten Schüler, Willem Bodeman, der sich ihm anschloss. Die nächsten zwei Jahre verbrachte Koekkoek zunächst in Hilversum, wo sich um Pieter Geradus van Os ein Malerkreis gebildet hatte. 1828 ließ er sich für ein Jahr in Beek bei Nijmegen nieder, kehrte jedoch immer wieder in die Hauptstadt zurück und unternahm im Sommer desselben Jahres Studienreisen in den Harz, an den Rhein und nach Italien.

### Umzug nach Kleve

B.C. Koekkoek: Gebirgige Landschaft mit rastenden Bauern, 1843, Öl auf Holz

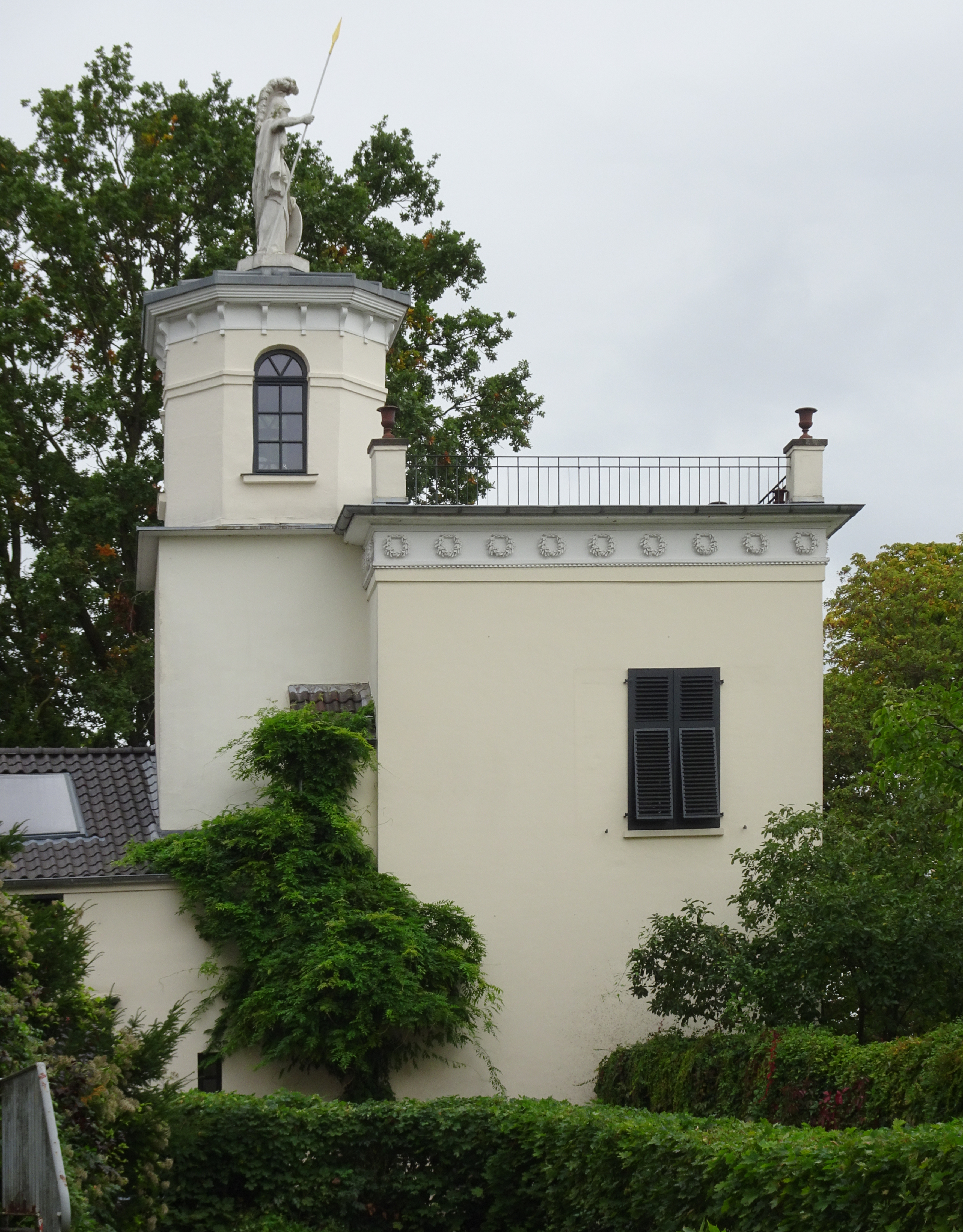
Wohn- und Atelierhaus in Kleve gebaut auf den Resten eines ehemaligen Stadtturms

Zwischen 1826 und 1829 arbeitete Koekkoek mit seinem ehemaligen Lehrer Daiwaille zusammen. Dieser hatte in Amsterdam eine lithografische Anstalt gegründet und bereits vor seiner Zeit an der Akademie Lithografien herausgegeben. 1830 führten ihn Reisen in den Harz, ins Rheinland und nach Brabant. Im Dezember 1831 erhielt Koekkoek in Rotterdam die Ehrenmitgliedschaft der Künstlervereinigung „Arti Sacrum“ und wurde im Januar des folgenden Jahres Mitglied der Königlichen Akademie der Bildenden Künste in Amsterdam. 1833, wieder in Hilversum, heiratete er die Malerin Elise Thérèse Daiwaille (* 1814 in Amsterdam; † 1881 in Koblenz), die Tochter seines Lehrmeisters und Freundes Jean Augustin Daiwaille. 1834 zog das junge Paar nach Kleve und bekam fünf Töchter, von denen zwei – Adèle Koekkoek (1838–1919) und Maria Louise Koekkoek (1840–1910) – die Tradition ihrer Eltern fortführten und Malerin wurden.
In Kleve gründete Koekkoek 1841 ein „Zeichen-Collegium“, in dem er seine Schüler nach Modell zeichnen ließ, obgleich das Collegium zu einer reinen Schule für Landschaftsmalerei wurde. 1843 bezog Koekkoek sein über den Fundamenten eines alten Stadtturms errichtetes Belvedere und bewohnte seit 1848 das auf gleichem Grundstück liegende Patrizierhaus, das nach seinem Auftrag nach Plänen des Klever Architekten Anton Weinhagen in klassizistischem Stil erbaut wurde. Das repräsentative Malerpalais mit Atelier liegt am Koekkoekplatz 1, ehemals Kavarinerstraße 33, im Herzen der Unterstadt Kleves. Das Haus, mit dem Belvedere heute ein Kleinod der Stadt, wird in der Tradition seines Erbauers als Museum für die Malerei der Klever Romantik fortgeführt; es gilt als eines der schönsten Künstlerhäuser des Rheinlandes und der angrenzenden Niederlande. In Kleve war er Mitglied der Freimaurerloge „Zur Hoffnung“.

### Letzte Jahre
Im November 1858 erlitt Barend Cornelis Koekkoek mit 56 Jahren einen Schlaganfall, der seine künstlerische Tätigkeit beendete. Er musste sein Atelier im Belvedere aufgeben und zog in den obersten Stock seines Palais. 1861 wurde er zum Ehrenmitglied der Kaiserlichen Akademie der Künste zu Sankt Petersburg ernannt, bevor er am 5. April 1862 in seiner Wahlheimat Kleve verstarb. Noch im selben Jahr vertrat Koekkoek postum die Niederlande auf der Weltausstellung in London.

## Auszeichnungen und Ehrungen
- 1831: Ehrenmitgliedschaft der Künstlervereinigung „Arti Sacrum“, Amsterdam
- 1832: Mitglied der Königlichen Akademie der Bildenden Künste, Amsterdam
- 1835: Korrespondierendes Mitglied des Königlich Niederländischen Instituts (Koninklijk Instituut), von 1846 bis 1851 ordentliches Mitglied
- 1837: Ritter des Ordens vom Niederländischen Löwen
- 1840: Goldmedaille in Paris für Waldlandschaft mit Vieh, 1939, gemalt für den Prinzen von Oranien
- 1842: Leopoldorden
- 1843: Goldmedaille in Paris; Ritterkreuz der Ehrenlegion
- 1844: Rote-Adler-Orden durch König Friedrich Wilhelm IV.